# Баронская
Баронская — старинная уральская деревня в Свердловской области России. Входит в городской округ город Нижний Тагил. Одно из первых поселений русских за Уралом, вместе с деревней Усть-Уткой центр природного парка «Река Чусовая».

## География
Деревня Баронская расположена в лестной местности, на правом берегу реки Межевой Утки (правого притока реки Чусовой), вблизи устья. Деревня находится к северо-западу от Екатеринбурга, в 60 километрах (по автодороге в 81 километре) на запад-юго-запад от Нижнего Тагила, вблизи более крупной деревни Усть-Утки, на территории природного парка «Река Чусовая». Река Чусовая в этом месте делает изгиб, возле которого находится устье реки Межевой Утки, проходящей между деревнями Усть-Уткой и Баронской. Вблизи обеих деревень находится гора Старуха.

## История
Деревня Баронская основана в 1579 году на правом берегу реки Межевой Утки. Это было первое поселение на реке Чусовой. Земли на реке Чусовой были подарены купцам Строгановым по царской жалованной грамоте в 1568 года. Первыми поселенцами были крепостные крестьяне дворян Строгановых. Название деревни возникло после 1722 года, когда купцам Строгановым был жалован баронский титул. Основными занятиями первых поселенцев, крепостных дворян Строгановых, были охота, рыболовство и земледелие.
К северу от деревни Баронской была деревня Усть-Утка, которая с XVIII века стала принадлежать князьям Демидовым. По реке Межевой Утке проходила граница (межа) владений Строгановых и Демидовых. Однако это название реки встречается ещё в XVII веке, когда Демидовых на Урале ещё не было. В то время по реке проходила граница между владениями Строгановых и Сибирским ханством.

### Усть-Уткинская пристань Демидова
В 1725 году напротив деревни Баронской, в соседней более крупной деревне Усть-Утка на левом берегу реки Межевой Утки Демидовыми была построена Усть-Уткинская пристань. Жители обеих деревень были заняты на обслуживании пристани.

## Инфраструктура, промышленность и транспорт
В самой деревне отсутствуют объекты инфраструктуры и нет промышленных предприятий, однако в соседней деревне Усть-Утке есть клуб, библиотека, фельдшерский пункт, почта и магазин. До неё из Нижнего Тагила ходит автобус. До самой деревни Баронской можно добраться только на личном транспорте. В 2006 году до Усть-Утки был восстановлен мост через реку Межевую Утку.